# Рождественка (Увальська сільрада)
Рождественка (рос. Рождественка) — присілок у Татарському районі Новосибірської області Російської Федерації.
Входить до складу муніципального утворення Увальська сільрада. Населення становить 69 осіб (2010).

## Історія
Згідно із законом від 2 червня 2004 року органом місцевого самоврядування є Увальська сільрада.

## Населення
| 2002 | 2007 | 2010 |
| ---- | ---- | ---- |
| 93   | ↘88  | ↘69  |